# Sojuz 2 (lanciatore)
La Sojuz 2 è la versione del XXI secolo del lanciatore russo Sojuz. Nella sua forma di base, è un lanciatore per l'immissione di carichi utili in orbita terrestre bassa. Venne lanciato per la prima volta nel 2004 dalla rampa di lancio 43 del Cosmodromo di Pleseck (suborbitale) e nel 2006 dalla rampa di lancio 31 del Cosmodromo di Bajkonur (orbitale), complessi di lancio condivisi con i precedenti lanciatori derivati da R-7, tra cui Sojuz U e Molnija. La Sojuz 2 ha sostituito i lanciatori Molnija-M, Sojuz U e Sojuz FG rispettivamente nel 2010, 2017 e 2019.

## Caratteristiche
La Sojuz 2, rispetto alle versioni precedenti del Sojuz, ha i booster e gli altri due stadi che presentano motori potenziati con sistemi di inserimento in orbita migliorati. I sistemi di controllo di volo digitale e di telemetria consentono al vettore di essere lanciato da una piattaforma di lancio fissa, mentre le piattaforme di lancio per i lanciatori Sojuz precedenti dovevano essere ruotate in quanto il lanciatore non poteva cambiare la sua direzione in volo. La Sojuz 2 vola spesso con uno stadio superiore, che gli permette di portare carichi in orbite più alte, come orbite Molnija e geosincrone. Lo stadio superiore è dotato di sistemi di controllo di volo e telemetria indipendenti da quelli utilizzati nel resto del lanciatore. Il Fregat prodotto da NPO Lavochkin è lo stadio superiore più comunemente usato. I voli commerciali Sojuz 2 sono sotto contratto con Starsem e vengono lanciati dalla rampa 31 di Bajkonur e dalla Ensemble de Lancement Soyouz del Centre spatial guyanais (CSG) sulla costa settentrionale dell'America del sud. La Sojuz 2 versione ST-B può portare in orbita 3250 kg in orbita geostazionaria da questo sito equatoriale.
Nel 2016 il Cosmodromo Vostočnyj ha iniziato a operare anche i voli Sojuz 2, dalla sua prima rampa di lancio chiamata rampa 1S. 
RKC Progress ha interrotto la produzione di Sojuz U nell'aprile 2015; il volo finale ha avuto luogo il 22 febbraio 2017, portando il veicolo cargo Progress MS-05 in orbita verso la Stazione spaziale internazionale. Secondo i funzionari CNES intervistati nel maggio 2018, i lanci del lanciatore Sojuz dalla CSG potrebbero essere sostituiti dalla versione media di Ariane 6 A62 nel 2021.

## Varianti
La famiglia Sojuz 2 comprende le varianti 2.1a, 2.1b e 2.1v. Le prime due sono miglioramenti del lanciatore Sojuz U mentre l'ultima è una versione "leggera" senza booster laterali.
Quando viene lanciata dal CSG, la Sojuz 2 è sempre accoppiata con la carenatura di tipo ST; questa versione è chiamata Sojuz ST o Sojuz STK.

### Sojuz 2.1a
La versione 2.1a include la conversione dal sistema di controllo di volo analogico a quello digitale e motori potenziati sui booster e il primo stadio con sistemi di inserimento in orbita migliorati. I nuovi sistemi digitali di controllo del volo e di telemetria consentono al vettore di essere lanciato da una rampa di lancio fissa anziché angolata e di regolare la sua direzione in volo. Il sistema di controllo digitale consente anche il lancio di satelliti commerciali più grandi con carenature più grandi come quelle di tipo ST. Queste carenature introdurrebbero troppa instabilità aerodinamica per il vecchio sistema analogico da gestire. Questo stadio continua a utilizzare il motore RD-0110.
La versione 2.1a/ST è talvolta chiamata Sojuz ST-A. Il primo lancio, avvenuto dalla CGS il 17 dicembre 2011 per portare in orbita i satelliti Pléiades-HR 1A, SSOT e ELISA, è stato un successo.

### Sojuz 2.1b
La versione 2.1b è dotato di un motore aggiornato (RD-0124) con prestazioni migliorate al secondo stadio. Il primo lancio ha avuto luogo dalla rampa di lancio 33 del Cosmodromo di Pleseck il 26 luglio 2008 con un carico utile militare classificato.
La versione 2.1b/ST è talvolta chiamata Sojuz ST-B. Il primo lancio, dal GCS il 21 ottobre 2011 con a bordo i primi due satelliti Galileo IOV, è stato un successo. 

### Sojuz 2.1v
Il primo lanciatore della versione 2.1v è stato terminato nel 2009. Si tratta di una versione "leggera" della Sojuz 2 senza i booster laterali (Block B, V, G e D). Il motore del Block A è stato sostituito dal più potente NK-33-1, a sua volta sostituito con il RD-193. La nuova versione del lanciatore è stata in grado di portare fino a 2,8 tonnellate in orbita terrestre bassa.

### Variazioni per i vari siti di lancio
Le versioni Sojuz 2.1a/1b lanciate dal Cosmodromo Vostočnyj e dal Centre spatial guyanais hanno ricevuto una serie di modifiche rispetto alle unità precedenti. Alcuni di questi potrebbero essere successivamente implementati su tutte le Sojuz 2, mentre alcuni sono requisiti specifici.
Le modifiche per la versione del Centre spatial guyanais (CSG) includono:
- Primo utilizzo di una struttura di servizio mobile presso il Ensemble de Lancement Soyouz che ha permesso l'integrazione verticale del carico utile.[7]
- Adattatori del carico utile in dotazione europei.[7]
- Kit de Sauvegarde Européenne in dotazione europei, un sistema per localizzare e trasmettere un segnale di interruzione del volo.[7] Attiva il comando di spegnimento del motore e lascia il veiicolo in una traiettoria balistica.[17]
- Adattamento del sistema di telemetria a banda S su tutti gli stadi dalle 5 bande TM disponibili a Bajkonur e Pleseck alle 3 consentito al CSG.[7]
- Adattamento della codifica e della frequenza della telemetria a banda S al Inter-Range Instrumentation Group standard utilizzato a CSG.[7]
- Adattamento del oxygen purge system per indirizzarlo verso l'esterno della rampa di lancio mobile.[7]
- Adattamento al clima tropicale del CSG, compreso l'adattamento del sistema di condizionamento dell'aria alle specifiche locali e alle misure di protezione per evitare la formazione di ghiaccio.[7] Tutti i fori e le cavità sono stati studiati e certificati per essere adeguatamente protetti contro l'intrusione di insetti e roditori.[17]
- I quattro booster e lo stadio principale sono stati aggiornati con dispositivi pirotecnici per forare i serbatoi di carburante per assicurarne l'affondamento nell'oceano. Gli altri stadi hanno dimostrato di perdere l'integrità strutturale all'impatto e quindi dimostrato di affondare.[17]
- Almeno inizialmente, i booster e il core usavano i 14D22 (RD-107A) e 14D23 (RD-108A) accesi in modo pirotecnico piuttosto che i 14D22 kHz e 14D23 kHz accesi in modo chimico utilizzati sul resto del Sojuz 2.[17]

Le modifiche per la versione del Cosmodromo di Vostočnyj includono:
- Un computer nuovo e aggiornato, Malachite-7 di N.A.Semikhatov NPO, sei volte più performante, una migliore protezione contro l'obsolescenza e peso inferiore.[19][20][21]
- Il nuovo computer ha permesso una significativa riduzione della complessità della rete via cavo grazie alle linee multiplexing e all'utilizzo di bus comuni.[18][21]
- Nuove batterie nickel-cadmio che eliminano la necessità di una stazione di ricarica della batteria dedicata.[19]
- L'inclusione del sistema video di bordo, che consente la visione in tempo reale del lancio.[19]
- Dal momento che la rampa di lancio a Vostočnyj ha anche una rampa di lancio mobile per l'integrazione verticale del carico utile, simile al Ensemble de Lancement Soyouz presso il Centre spatial guyanais, è dotata delle tubazioni necessarie per indirizzare l'ossigeno verso l'esterno della rampa di lancio.[18]

Il 1º ottobre 2015 è stato annunciato che delle parti del complesso di assemblaggio per la Sojuz 2 al Cosmodromo di Vostočnyj erano state modificate. Esse però erano troppo piccole e avrebbero potuto ritardare il lancio inizialmente previsto nel dicembre 2015. Il primo lancio è avvenuto il 28 aprile 2016 alle 02:01:21 UTC.

## Missioni principali

### Lancio suborbitale
L'8 novembre 2004, alle 18:30 UTC, il primo lanciatore Sojuz 2, nella configurazione Sojuz 2.1a, è stato lanciato dal Cosmodromo di Pleseck in Russia. Il lanciatore seguì una traiettoria suborbitale, con il terzo stadio e il carico utile boilerplate che rientrarono nell'Oceano Pacifico.

### Lancio orbitale
Il primo tentativo di lanciare una Sojuz 2 in orbita, con il satellite MetOp-A, avvenne il 17 luglio 2006. È stato annullato due ore prima del lancio dalla sequenza automatica, dopo che il computer di bordo non è riuscito a controllare l'azimut di lancio. Il lanciatore è stato lasciato carico di propellenti sulla rampa di lancio, per il successivo tentativo il giorno successivo. Infine il lancio ha avuto luogo il 19 ottobre.

### Lancio con equipaggio
Il primo lancio con equipaggio del Sojuz 2 versione 2.1a, ha avuto luogo il 9 aprile 2020, portando la Sojuz MS-16 alla ISS.